# Vera Jorúzhaya
Vera Zajárovna Jorúzhaya (en bielorruso: Вера Захараўна Харужая, en ruso: Ве́ра Заха́ровна Хору́жая, en polaco: Wiera Charuża, Babruisk, 27 de septiembre de 1903-Vítebsk, 1942) fue una escritora, maestra de escuela y activista comunista soviética enviada a Polonia para realizar operaciones de sabotaje y espionaje durante el período de entreguerras. Fue ejecutada como partisana por los alemanes durante la Segunda Guerra Mundial.

## Biografía

### Infancia y juventud
Vera Jorúzhaya nació el 27 de septiembre de 1903 en la localidad bielorrusa de Babruisk, en esa época parte del imperio ruso, en el seno de una familia de un trabajador administrativo. En 1919 se graduó en una escuela de trabajadores en Mazyr. La ciudad fue entregada a los bolcheviques en el Tratado de Paz de Riga y pasó a formar parte de la RSS de Bielorrusia. Encontró empleo en la enseñanza de las escuelas públicas y se desempeñó como comisario político de las sucursales locales del Komsomol en las áreas de Mazyr y Babruisk (ahora el este de Bielorrusia). Entre 1922 y 1923 trabajó en la administración del Comité Central del Komsomol de Bielorrusia y en varios periódicos soviéticos bielorrusos.

### Actividades partisanas
Desde 1920, participó activamente en la campaña subversiva antipolaca dirigida por el Komintern. Después de graduarse en la escuela superior del partido comunista de la Unión Soviética, en febrero de 1924 fue enviada en secreto al otro lado de la frontera con la Segunda República Polaca. Mientras estaba en el este de Polonia (actual Bielorrusia Occidental), fue nombrada miembro del Comité Central del Komsomol de Bielorrusia Occidental e imprimió periódicos comunistas bielorrusos ilegales.
En septiembre de 1925, fue arrestada por los polacos, declarada culpable de actividades subversivas y condenada a ocho años de prisión. En 1932 fue entregada a la URSS a cambio de un preso político polaco recluido en una prisión soviética. En 1935, fue expulsada del Partido Comunista, después de que su esposo la denunciara a las autoridades soviéticas. En 1937, durante la Gran Purga, fue arrestada por la NKVD y pasó dos años en prisión. En agosto de 1939 fue puesta en libertad. Después de la invasión alemana de la Unión Soviética, se unió a una unidad partisana. En noviembre de 1942, fue arrestada y finalmente ejecutada por los alemanes.
En 1960, recibió póstumamente el título de Héroe de la Unión Soviética. Con motivo de la concesión de dicho galardón, los soviéticos cambiaron el nombre de una de las calles del centro de Minsk en honor a Jorúzhaya.

## Condecoraciones

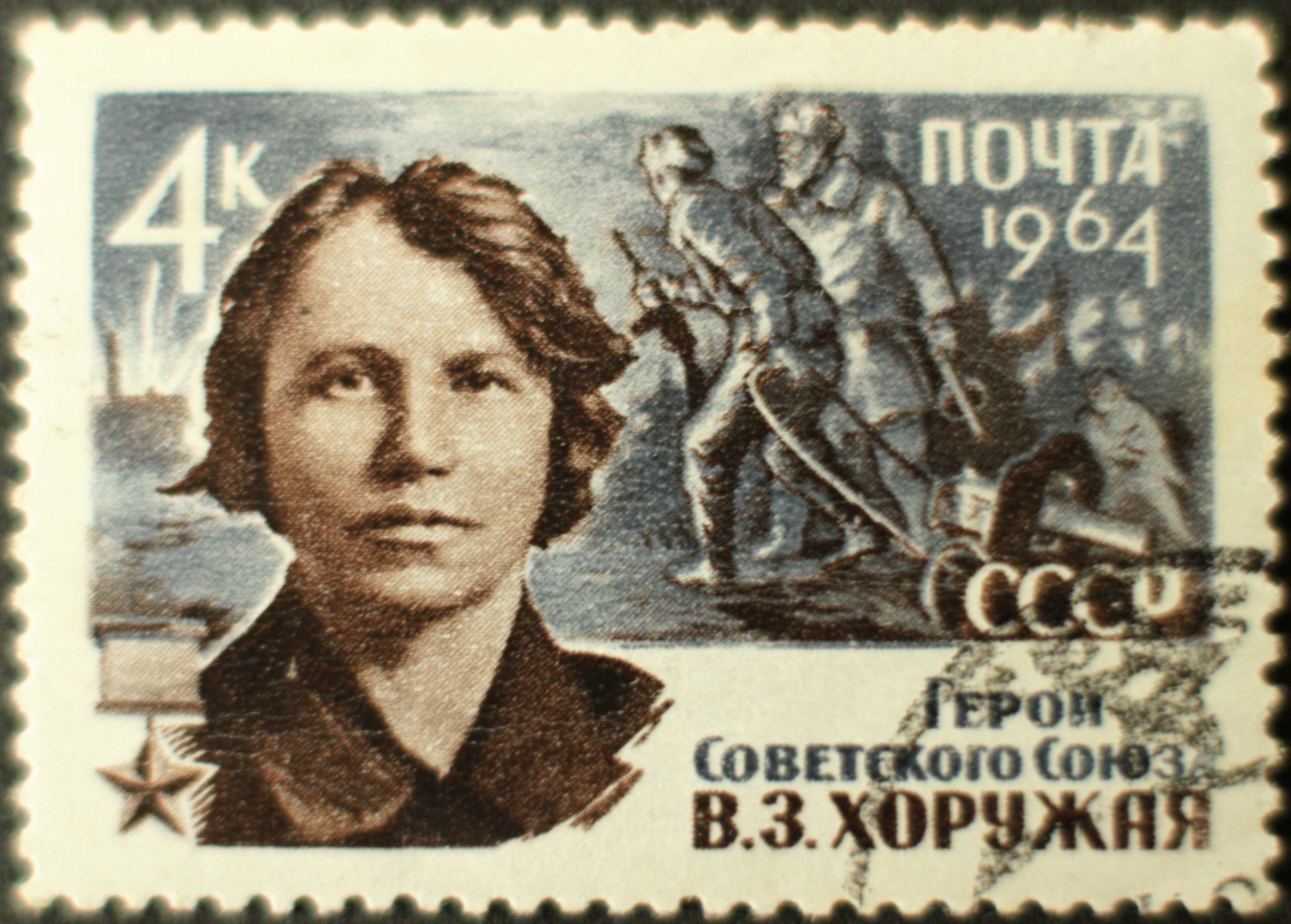
Sello soviético de 1964 en honor a Vera Jorúzhaya

|  | Héroe de la Unión Soviética                            |
|  | Orden de Lenin                                         |
|  | Orden de la Bandera Roja                               |
|  | Medalla al Partisano de la Guerra Patria de 1.er grado |